# Simon Hawke
Simon Hawke (geboren als Nicholas Valentin Yermakov am 30. September 1951 in New York City) ist ein amerikanischer Science-Fiction- und Fantasy-Autor. Bis in die Mitte der 1980er Jahre veröffentlichte er unter seinem Geburtsnamen Nicholas Yermakov, danach unter dem Pseudonym Simon Hawke, das inzwischen auch sein wirklicher Name ist.

## Leben
Hawke ist der Sohn des Pathologen Valentin M. Yermakov und von Helga E. Yermakov, geborene Hartewelt. Nach dem Besuch der privaten Valley Forge Military Academy in Wayne, Pennsylvania, studierte er an der American University in Washington, D.C. und an der Hofstra University in Hempstead, wo er 1974 mit dem Bachelor abschloss. Danach arbeitete er in verschiedenen Berufen. 1994 erwarb er den Master der Western New Mexico University in Englisch und Kommunikationswissenschaft. Von 1995 bis 1998 war er Dozent für Kreatives Schreiben am Pima Community College in Tucson, danach am Elon College in Elon, North Carolina (1998) und ab 1998 an der North Carolina Agricultural and Technical State University und am Guilford Technical Community College in Greensboro, North Carolina.
1992 wurde er als Colorado Writer of the Year ausgezeichnet.
Hawkes lebt in Greensboro und ist verheiratet.

## Werk
1978 veröffentlichte Hawke eine erste Science-Fiction-Erzählung The Surrogate Mouth (deutsch als Der Surrogat) in dem SF-Magazin Galaxy, die 1981 zum Roman erweitert unter dem Titel Journey from Flesh erschien (deutsch als Der Symbiont), worin es um von einer Alienrasse bis zur Ausrottung verfolgte reptilienartige Geschöpfe geht, deren Biss eine Art wahrsagerischer Fähigkeit vermittelt. Um eine bedrohte Art geht es auch in der Boomerang-Trilogie, nur sind es hier die Menschen, welche die Shades des Planeten Boomerang für ihre Zwecke ausnutzen wollen und letztlich mit Vernichtung bedrohen. Die Shades haben nämlich die bemerkenswerte Fähigkeit, die Psyche von Sterbenden in ein Gruppenbewusstsein absorbieren zu können und derart eine Form von Unsterblichkeit zu vermitteln. 
Bekannt ist Hawke vor allem durch den Science-Fiction-Zyklus Timewars und den Fantasy-Zyklus des Wizard of 4th Street. In den Timewars geht es darum, dass eine Art von Zeitpolizei Manipulationen der Vergangenheit durch Zeitreisende zu unterbinden bemüht ist. Das wäre an sich nicht neu, nur sind die durch solche Manipulation entstehenden – beziehungsweise entstandenen – alternativen Geschichtsverläufe zugleich wohlbekannte fiktive Welten, im ersten Band zum Beispiel die Welt von Walter Scotts Ivanhoe, für deren Bewohner unser Mittelalter umgekehrt eine alternative, unwirkliche Zeitlinie darstellt.
Der Wizard of 4th Street-Zyklus ist eine Mischung aus Fantasy und Science-Fiction. Er spielt in einer Welt des 23. Jahrhunderts in der die technische Zivilisation zusammengebrochen ist. Dieser Zusammenbruch befreit den Zauberer Merlin aus dem Bann, den einst Nimue über ihn legte, und mit Merlin kehrt die Magie in die Welt zurück und beginnt den Platz von Wissenschaft und Technik einzunehmen. Fortan werden selbst Taxis nicht mehr mit Benzin, sondern mit Zauberformeln betrieben. In dieser Welt setzt sich Wydrune, ein Schüler Merlins, mit Hilfe der Diebin Kira und Mordreds, dem Sohn König Artus’, mit diversen finsteren Mächten und dämonischen Gegnern auseinander.
Eine ähnliche Mischung von SF und Fantasy bietet die Reluctant Sorcerer-Trilogie, wobei hier der Protagonist mit einer Zeitmaschine in einer Welt strandet, in der Magie funktioniert.
Außerdem schrieb Hawke eine Reihe von Romanfassungen zu Filmen, zum Beispiel zur Filmreihe Freitag der 13., sowie Tie-ins zu Batman, Star Trek (TOS und NG) und eine Trilogie zum Rollenspiel Dungeons & Dragons.

## Bibliografie

### Serien und Zyklen
Die Serien sind nach dem Erscheinungsjahr des ersten Teils geordnet.
Boomerang / The Shade Trilogy
- Last Communion (1981)
- Epiphany (1982)
- Jehad (1984)
- The Shade Trilogy (2014, Sammelausgabe von 1–3)

Timewars
- 1 The Ivanhoe Gambit (1984)
  - Deutsch: Das Ivanhoe Gambit. Übersetzt von Bernd Kling. Bastei Lübbe Science Fiction #23166, 1995, ISBN 3-404-23166-X.
- 2 The Timekeeper Conspiracy (1984)
  - Deutsch: Die Richelieu-Intrige. Übersetzt von Bernd Kling. Bastei Lübbe Science Fiction #23171, 1995, ISBN 3-404-23171-6.
- 3 The Pimpernel Plot (1984)
  - Deutsch: Das Pimpernell-Komplott. Übersetzt von Bernd Kling. Bastei Lübbe Science Fiction #23175, 1996, ISBN 3-404-23175-9.
- 4 The Zenda Vendetta (1985)
  - Deutsch: Die Zenda-Vendetta. Übersetzt von Rainer Gladys. Bastei Lübbe Science Fiction #23181, 1996, ISBN 3-404-23181-3.
- 5 The Nautilus Sanction (1985)
  - Deutsch: Das Nautilus-Manöver. Übersetzt von Rainer Gladys. Bastei Lübbe Science Fiction #23187, 1997, ISBN 3-404-23187-2.
- 6 The Khyber Connection (1986)
- 7 The Argonaut Affair (1987)
- 8 The Dracula Caper (1988)
- 9 The Lilliput Legion (1989)
- 10 The Hellfire Rebellion (1990)
- 11 The Cleopatra Crisis (1990)
- 12 The Six-Gun Solution (1991)

Friday the 13th (Romanfassungen zur Filmreihe)
- 1 Friday the 13th (1987)
- 2 Friday the 13th Part II (1988)
- 3 Friday the 13th Part III (1988)
- 4 Jason Lives: Friday the 13th, Part IV (1986)

Psychodrome
- 1 Psychodrome (1987)
- 2 The Shapechanger Scenario (1988)

The Wizard of 4th Street
- The Wizard of 4th Street (1987)
  - Deutsch: Der Zauberer aus der 4th Street. Heyne Science Fiction & Fantasy #5332, 1995, ISBN 3-453-08579-5.
- The Wizard of Whitechapel (1988)
- The Wizard of Sunset Strip (1989)
- The Wizard of Rue Morgue (1990)
- The Samurai Wizard (1991)
- The Wizard of Santa Fe (1991)
- The 9 Lives of Catseye Gomez (1991, Kurzgeschichte)
- The Nine Lives of Catseye Gomez (1992)
- The Wizard of Lovecraft’s Cafe (1993)
- The Wizard of Camelot (1993)
- The Last Wizard (1997)

Donovan Steele (als J. D. Masters)
- 1 Steele (1989)
- 2 Cold Steele (1989)
- 3 Killer Steele (1990)
- 4 Jagged Steele (1990)
- 5 Renegade Steele (1990)
- 6 Target Steele (1990)

Reluctant Sorcerer
- 1 The Reluctant Sorcerer (1992)
- 2 The Inadequate Adept (1993)
- 3 The Ambivalent Magician (1996)

Sons of Glory
- 1 Sons of Glory (1992)
- 2 Sons of Glory: Call to Battle (1993)

Dark Sun (Tie-ins zur Dark Sun-Spielwelt von Dungeons & Dragons)
- The Broken Blade (Chronicles of Athas #3, 1995)

Tribe of One:
- 1 The Outcast (1993)
- 2 The Seeker (1994)
- 3 The Nomad (1994)

Birthright
- 1 The Iron Throne (1995)
- 2 War (1996)

Shakespeare and Smythe
- 1 A Mystery of Errors (2000)
- 2 The Slaying of the Shrew (2001)
- 3 Much Ado About Murder (2002)
- 4 The Merchant of Vengeance (2003)

### Einzelromane
- Journey from Flesh (1981)
  - Deutsch: Der Symbiont. Knaur Science Fiction & Fantasy #5797, 1985, ISBN 3-426-05797-2.
- Clique (1982)
- Fall Into Darkness (1982)
  - Deutsch: Sturz in die Finsternis. Knaur Science Fiction & Fantasy #5806, 1986, ISBN 3-426-05806-5.
- The Living Legend (1982, Battlestar Galactica 1 #6, mit Glen A. Larson)
- War of the Gods (1982, Battlestar Galactica 1 #7, mit Glen A. Larson)
- Predator 2 (1990)
- Batman: To Stalk a Specter (1991)
  - Deutsch: Batman im Fadenkreuz. Übersetzt von Gisela Kirst-Tinnefeld. Goldmann Taschenbuch #8231, 1992, ISBN 3-442-08231-5.
- The Romulan Prize (Star Trek: The Next Generation #26, 1993)
  - Deutsch: Star Trek – The Next Generation: Die Beute der Romulaner. Übersetzt von Bernhard Kempen. Heyne, 2014, ISBN 978-3-641-11561-6.
- Blaze of Glory (Star Trek: The Next Generation #34, 1994)
  - Deutsch: Star Trek – The Next Generation: Die Rückkehr des Despoten. Übersetzt von Uwe Anton. Heyne, 2014, ISBN 978-3-641-11699-6.
- The Patrian Transgression (Star Trek TOS Tie-in, 1994)
  - Deutsch: Star Trek – Classic: Die Terroristen von Patria. Übersetzt von Bernhard Kempen. Heyne, 2014, ISBN 978-3-641-11746-7.
- The Whims of Creation (1995)

### Kurzgeschichten
- The Surrogate Mouth (1978)
  - Deutsch: Der Surrogat. In: Michael Nagula (Hrsg.): Science-Fiction-Stories 85. Ullstein Science Fiction & Fantasy #31021, 1980, ISBN 3-548-31021-4.
- Writer’s Block (1978)
  - Deutsch: Die Unfähigkeit des Künstlers. In: Walter Spiegl (Hrsg.): Science-Fiction-Stories 87. Ullstein Science Fiction & Fantasy #31025, 1981, ISBN 3-548-31025-7.
- The Whisper of Banshees (1979)
- A Glint of Gold (1980)
  - Deutsch: Ein Schimmer von Gold. In: Manfred Kluge (Hrsg.): Gefährliche Spiele. Heyne Science Fiction & Fantasy #3899, 1982, ISBN 3-453-30822-0.
- Far Removed from the Scene of the Crime (1980)
  - Deutsch: Weit entfernt vom Ort des Verbrechens. In: Manfred Kluge (Hrsg.): Das Zeitsyndikat. Heyne Science Fiction & Fantasy #3845, 1981, ISBN 3-453-30774-7.
- Melpomene, Calliope … and Fred (1980)
- Crash Course for the Ravers (1981)
- The Orpheus Implant (1981)
  - Deutsch: Das Orpheus-Implantat. In: Ronald M. Hahn (Hrsg.): Im fünften Jahr der Reise. Heyne Science Fiction & Fantasy #4005, 1983, ISBN 3-453-30942-1.
- Tomorrow Mourning (1981)
- Drift Away (1981)
- Hamburger Heaven (1982)
- The ECM War (1982)
- Fortunes of a Fool (1985)
- War (excerpt) (1996)
- My Claw Is Quick (1998)
- The Sumter Scenario: A Time Wars Story (2001)
- A Gun for Johnny Reb (2002)
- Sargasso (2002)